# ولادیمیر مارکوویچ
ولادیمیر مارکوویچ (انگلیسی: Vladimir Markovic؛ زادهٔ اکتبر ۱۹۷۳ (۵۱ سال)) دانشمند در زمینه اهل بریتانیا است.
وی همچنین برندهٔ جوایزی همچون همکار انجمن سلطنتی شده‌است.